# Ochsenziemer

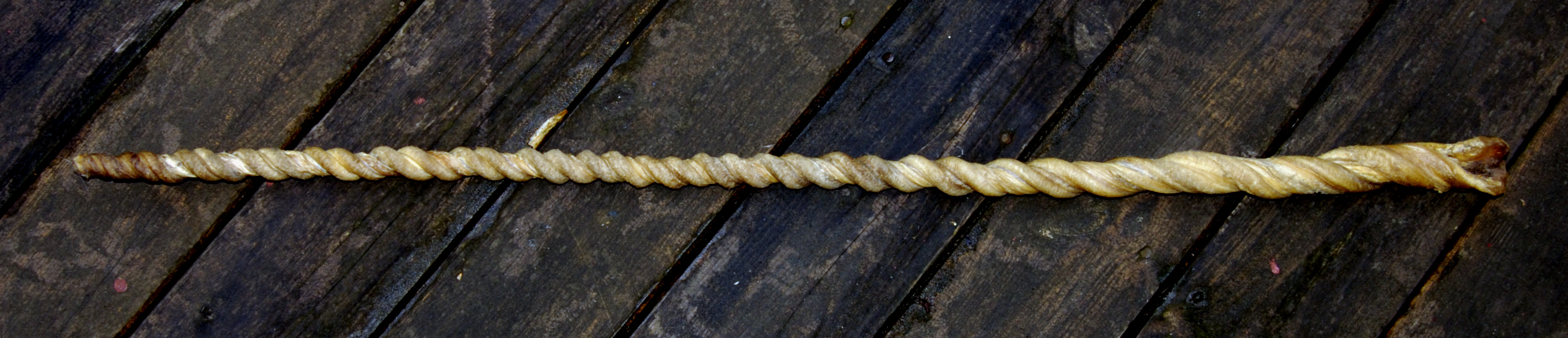
Ochsenziemer neueren Datums: 90 cm lang, 315 g schwer

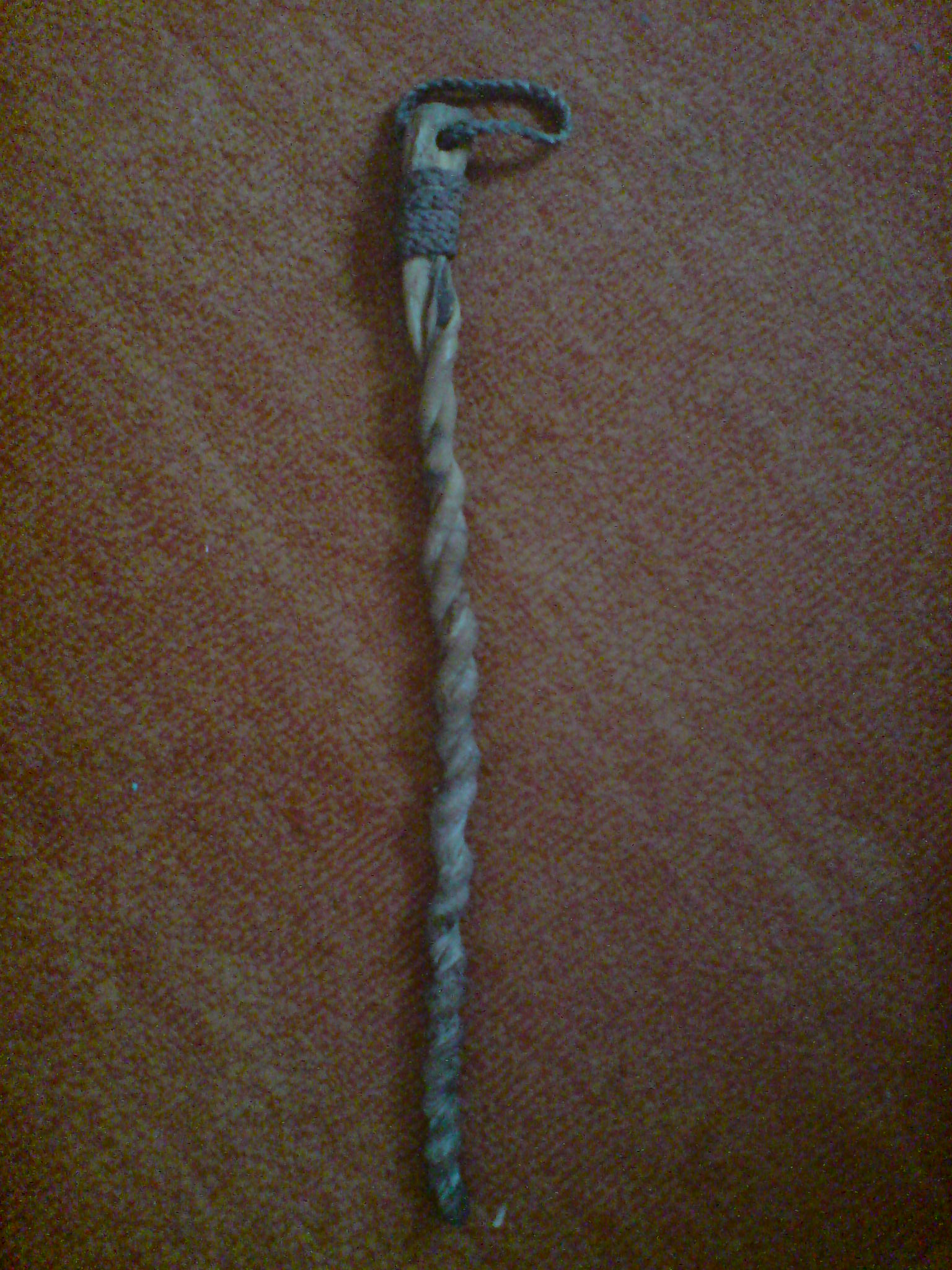
Alter Farrenschwanz mit Halteschlaufe

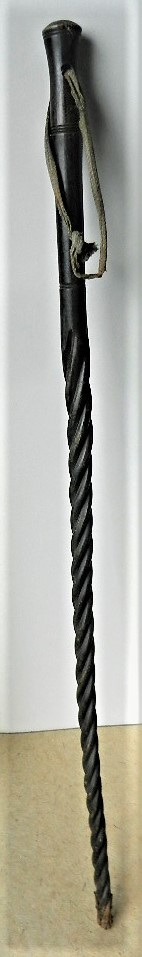
„Ochsenziemer“ aus Holz

Ein Ochsenziemer (regional Ochsenpesel, Ochsenfisel, Farrenschwanz, Parreschwanz, Hagenschwanz, Stierennerv, Munifiesel, Rinderzän, Muni-, Rinderzäch) ist ein Utensil aus einem verdrillten und dann gedörrten Stier-Penis, dem optional ein dünner Stahldraht in die Harnröhre eingeführt wurde, um seine Wirkung als Schlagwaffe zu erhöhen. Im Endzustand hat es eine Länge von 80 bis 100 cm, ist sehr elastisch und verhältnismäßig schwer.

## Wortherkunft
Nach dem von Hermann Teuchert verfassten Wortartikel im Deutschen Wörterbuch liegt dem Wort althochdeutsch *zëno, *zëmo (belegt im Dativ Plural zenon) zugrunde, das seinerseits auch die Grundlage von französisch cimier ‚Schwanz, männliches Glied, Fleischstück unmittelbar beim Schwanz des Hirsches‘ bildet. Die Rückführung des Worts auf Sehne, die Alfred Götze und später Walther Mitzka postulierten, wird im Deutschen Wörterbuch ausdrücklich verworfen. Das althochdeutsche *zëno lebt dialektal bis heute in direkter Linie als Zään und ähnlich fort.

## Rechtliches (Deutschland)
Das getrocknete Genital gilt in Deutschland als „tierisches Nebenprodukt“ und darf allenfalls mit einer Sondergenehmigung in Verkehr gebracht werden, die viele Schlachthöfe nicht haben. Deshalb hat z. B. das südbadische Freiburger Regierungspräsidium im Februar 2024 beschieden, dass die Verwendung der Fasnetsrute gemäß einer im EU-Recht vorgesehenen Ausnahmegenehmigung möglich sei, wenn sie im Rahmen der dort vorgesehenen „künstlerischen Aktivität“ rechtskonform und ohne unkontrollierbares Gesundheitsrisiko für Mensch und Tier verwendet werde.

## Verwendung

### Futtermittel für Tiere
Heute werden Ochsenziemer praktisch nur noch als Futtermittel für Haushunde hergestellt, dabei vorrangig als Kauspielzeug zur Beschäftigung; wie die meisten harten Kauspielzeuge eignet sich der Ochsenziemer auch zur eigenständigen Hunde-Zahnreinigung. Der Geruch eines angekauten Ochsenziemers wird von den meisten Menschen jedoch als unangenehm empfunden, sodass sich für diesen Zweck immer mehr synthetisch hergestellte geruchlose Kaufuttermittel durchsetzen.

### Schiffsbau
Auf den traditionellen Holzbooten im Salzkammergut, den Plätten, wird das seitlich angebrachte Antriebsruder mittels Ochsenziemer elastisch mit dem Schiff verbunden.

### Schlag- und Folterwerkzeug
Früher wurden Ochsenziemer wie Peitschen zur Bestrafung bzw. Züchtigung von Menschen und Tieren oder zum Viehtrieb eingesetzt – bei Pferderennen wie dem Palio di Siena nach wie vor. Manche Gastwirte halten auch heute noch einen Ochsenziemer zur Selbstverteidigung griffbereit, um sich z. B. gegen betrunkene Randalierer wehren zu können.
Die Wirkung des Schlags ist erheblich und kann starke Verletzungen hervorrufen: Ochsenziemer wurden unter anderem im KZ Dachau und im KZ Mauthausen dazu verwendet, Häftlinge schwerst zu misshandeln bzw. zu foltern, z. B. vom SS-Mitglied und KZ-Aufseher Hans Steinbrenner oder dem „Teufel von Auschwitz“ Wilhelm Boger aus Friedrichshafen am Bodensee („Bogerschaukel“). Auch in der Gestapo-Leitstelle München waren Ochsenziemer ein gängiges Folterinstrument.

### Schwäbisch-Alemannische Fastnacht
Als Farrenschwanz bzw. Munifisel findet der Ochsenziemer Verwendung bei verschiedenen Narrenfiguren der schwäbisch-alemannischen Fastnacht; unter anderem wird er von den Figuren Bändele und Welschkornnarro aus Zell am Harmersbach oder den Schuttig aus Elzach in Verbindung mit einer getrockneten und aufgeblasenen Schweine-Harnblase (Saublotere) getragen und z. B. zum Hänseln von Zuschauern der entsprechenden Umzüge genutzt.

### Schildgriff einer Pavese
Der Ochsenziemer wurde mit Lederstreifen umwickelt als Schildgriff von Pavesen verwendet.

## Namensübertragung
Gelegentlich werden auch zum Viehtrieb verwendete Stöcke aus Holz Ochsenziemer genannt, insbesondere wenn sie durch entsprechende handwerkliche Bearbeitung auch im Aussehen ihren Vorbildern nahekommen.